# 歌川武虎
歌川 武虎（うたがわ たけとら、生没年不詳）とは、江戸時代の浮世絵師。

## 来歴
歌川国武の門人。歌川の画姓を称し作画期は文政の頃とされる。文政11年（1828年）建立の豊国先生瘞筆之碑に、「国武社中」として「武虎」の名があるが、その他の経歴や作については不明。